# Petre Achițenie
Petre Achițenie (né le 27 mai 1929, à Havârna, Județ de Botoșani, et mort le 1er décembre 2006, à Bucarest) est un peintre, qui fut de 1968 à 1993 professeur universitaire à l'Institut d'art plastique Nicolae Grigorescu de Bucarest.

## Biographie
Petre Achițenie naît le 27 mai 1929 à Havârna dans le Județ de Botoșani